# Дамала
Дамала́ (груз. დამალა, з.-арм. Տամալա) — село в Аспиндзском муниципалитете края Самцхе-Джавахетия республики Грузия,  единственное населённое армянами.

## История
В конце XVI века в селе Дамала проживало 5 семей согласно налоговой книге, которая была создана Османской империей в 1595 году с целью регистрацией земель, отнятых у Грузии для определения доходов. После русско-турецкой войны (1828—1829) и переселения христианского армянского населения в Грузию, в 1828 году в селе поселились 29 семьей, выходцы из сел Шипик, Керек, Рабат и Гарангот Эрзерумской области.
В 1865 году дамалинская школа была закрыта из-за недостатка учащихся и вновь была открыта в 1873.
После революции и распада Российской империи в истории Джавахетии начался новый этап. Русские войска, ведущие боевые действия на Кавказском фронте Первой мировой войны, начали стихийно покидать боевые позиции, что позволило турецким войскам перейти в наступление на всем протяжении фронта. Малочисленные армянские войска оказались не в состоянии противостоять наступлению турецких войск.
В январе 1918 года группы самообороны создаются в соседних с турецкими армянских и грузинских селах. Первыми вооружились жители села Дамала под начальством Мато (Мартироса) Маркаряна. Была создана рота в 250 человек. Село входило в Ахалцихский уезд, однако было далеко, в 33-х верстах от города и окружено 20 турецкими селами, поэтому поддерживало связь и получало помощь от Ахалкалаки, к которому территориально было ближе.
В марте 1918 года турецкие войска, преодолев сопротивление немногочисленных армянских отрядов самообороны, напали на Джавахетию. Все села Ахалкалакского района попали под власть османских войск. Только село Дамала турки не смогли захватить. Мужчины держали оборону. а в это время остальные дамалинцы ушли по горам в Бакуриани. Они вернулись спустя 6 месяцев. Так турецким войскам и не удалось захватить село Дамала.
Особенно отличился своей храбростью хмбапет (командир группы) Арсен Петросян, который 4 апреля 1918 года с отрядом в 19 человек вынудил отступить турецкий отряд в 300 человек. В трехчасовом бою группа потеряла только одного бойца, а турки: 8 — убитыми и 5 — ранеными. В боях также отличился хмбапет Хара Мато (Черный Мато) со своей молодой женой. Всего во время нападения Турции на Джавахетию в 1918 году погибло 40 000 человек.
В 1918 году в Дамалу из Ардагана переехали ещё четыре семьи: Барсегян, Даниелян, Гукасян, Амбарцумян, а в 1920 г. Багдасарян.
Сталинские репрессии коснулись и дамалинцев. В 1947 году были выселены в Сибирь 5 семей: Фарманян Аветис, Маркарян Мартирос (Хара Мато), Нахапетян Саркис, Нахапетян Седрак (Тоццо), Петросян Погос. Спустя несколько лет они вернулись.
В 1978 году город Бакуриани посетили группа дамалинских школьников под руководством Амбарцумян Мартина и Фарманян Тиграна. Они прошлись по местам, где жили дамалинцы и возложили венки умершим во время переселения в Бакуриани в 1918 году. В том же 1978 году рядом с кладбищем началось строительство турбазы. Половина кладбища уже была снесена. Возможно, что на сегодняшний день кладбища не осталось. На её месте находится турбаза.
В 1982 году в Дамале открылась новая трехэтажная школа.
9 октября 2003 года утром в селе Дамала прогремел мощный взрыв. Взрывное устройство заложили в здание сельского медпункта, которое было полностью разрушено. Жертв не было. По словам представителя региональной полиции, мощность взрыва составила 800 граммов в тротиловом эквиваленте.
1 мая 2008 года состоялось освящение старинной армянской церкви Сурб Хач (Святой Крест). Первые упоминания об этой церкви в исторических источниках относятся к 1830-м годам, а основательный ремонт храма в последний раз был осуществлен в 1872 году. Как и 136 лет назад, в наши дни церковь была восстановлена на средства, собранные жителями Дамалы и их бывшими односельчанами, сохранившими связь со своей малой родиной. Освящение храма совершил предводитель Грузинской епархии Армянской Апостольской Церкви епископ Вазген Мирзаханян. На освящении церкви Сурб Хач присутствовал посол Армении в Грузии Грач Силванян.

## Население
Национальный состав села — армяне. Всего в селе проживает 2200 человек (570 семей). Население за пределами села — около 4000 человек. Многие жители села ныне проживают в России, Армении и в странах ЕС, несколько семей проживают в США и Канаде.

## Религия
На территории села находится Храм Святого Георгия, построен в раннем средневековье.
Достопримечательностью села является крепость Кохта.

Храм Святого Геворга

Крепость Кохта